# Вецружина
Ве́цружина (латыш. Vecružina; ранее Старое Ружино) — населённый пункт в Резекненском крае Латвии. Входит в состав Силмалской волости. Находится у региональной автодороги P59 (Виляны—Ружина—Малта) на берегу озера Тискадас. Расстояние до города Резекне составляет около 37 км.
По данным на 2018 год, в населённом пункте проживало 342 человека. Есть средняя школа, санаторий-интернат, клуб, библиотека, почта, врач.

## История
В советское время населённый пункт был центром Ружинского сельсовета Резекненского района. В селе располагалась центральная усадьба совхоза «Ружина».